# Medelhavsland

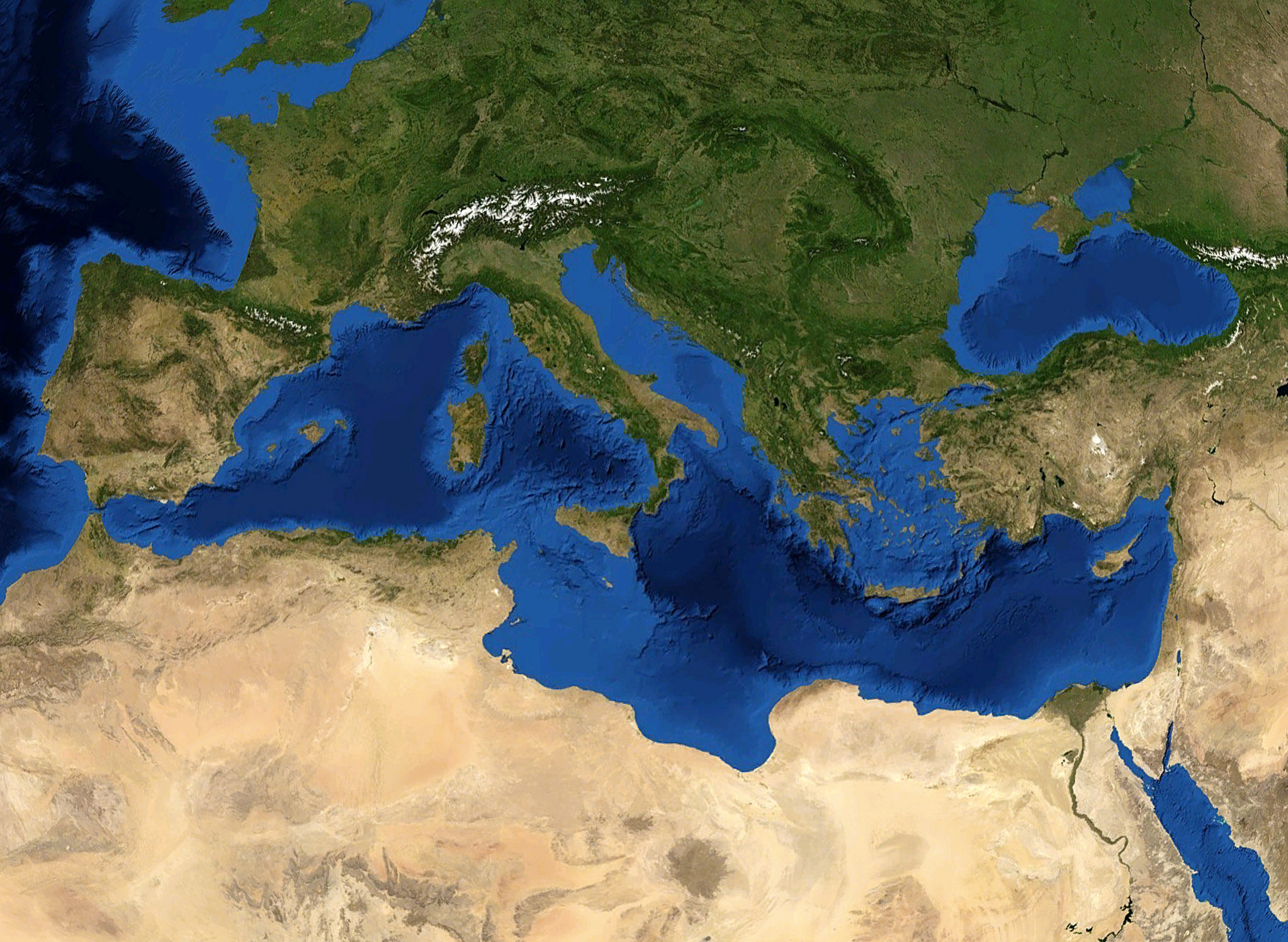
Medelhavsområdet.

Som medelhavsländer brukar räknas de länder som ligger vid Medelhavet, plus Portugal.[källa behövs] Länderna har exempelvis liknande geografi och klimat. Ekonomiskt är turismen viktig.

### Fotnoter
1. ↑  Karin Thurfjell (27 maj 2014). ”Badländerna med bäst och sämst vatten”. Svenska Dagbladet. http://www.svd.se/badlanderna-med-bast-och-samst-vatten. Läst 17 februari 2016.